# Arlington, Teksas
Arlington je mesto v Okrožju Tarrant, Teksas, ZDA in del velemestnega območja Dallas–Fort Worth. Po oceni Statističnega urada ZDA leta 2010 je imelo 365.438 prebivalcev. Je sedmo največje mesto v Teksasu in petdeseto največje v ZDA.
Leži približno 19 km vzhodno od središča Fort Wortha in 32 km zahodno od središča Dallasa. Meji na mesta Kennedale, Grand Prairie, Mansfield in Fort Worth, ter obkroža manjši mesti Dalworthington Gardens in Pantego.